# Tarłów (gemeente)
De gemeente Tarłów is een landgemeente in het Poolse woiwodschap Święty Krzyż, in powiat Opatowski.
De zetel van de gemeente is in Tarłów.
Op 30 juni 2004 telde de gemeente 5805 inwoners.

## Oppervlakte gegevens
In 2002 bedroeg de totale oppervlakte van gemeente Tarłów 163,77 km², waarvan:
- agrarisch gebied: 69%
- bossen: 22%

De gemeente beslaat 17,97% van de totale oppervlakte van de powiat.

## Demografie
Stand op 30 juni 2004:
| Omschrijving                   | Totaal | Totaal | Vrouwen | Vrouwen | Mannen | Mannen |
| ------------------------------ | ------ | ------ | ------- | ------- | ------ | ------ |
| eenheid                        | aantal | %      | aantal  | %       | aantal | %      |
| inwoners                       | 5805   | 100    | 3011    | 51,9    | 2794   | 48,1   |
| bevolkingsdichtheid (inw./km²) | 35,4   | 35,4   | 18,4    | 18,4    | 17,1   | 17,1   |

In 2002 bedroeg het gemiddelde inkomen per inwoner 1102,35 zł.

## Aangrenzende gemeenten
Annopol, Bałtów, Ćmielów, Józefów nad Wisłą, Lipsko, Ożarów, Solec nad Wisłą